# Blaesodiplosis crataegibedeguar
Blaesodiplosis crataegibedeguar är en tvåvingeart som först beskrevs av Osten Sacken 1878.  Blaesodiplosis crataegibedeguar ingår i släktet Blaesodiplosis och familjen gallmyggor.
Artens utbredningsområde är Illinois. Inga underarter finns listade i Catalogue of Life.